# Skoryj (1903)
Skoryj (ros. Скорый) – rosyjski niszczyciel z początku XX wieku, jedna z 27 jednostek typu Sokoł. Wyporność okrętu wynosiła około 250 ton, a jego główne uzbrojenie stanowiło pojedyncze działo kalibru 75 mm wsparte lżejszą artylerią oraz bronią torpedową. Napędzana maszynami parowymi jednostka rozwijała prędkość około 27 węzłów, osiągając zasięg 450–660 Mm przy prędkości 13 węzłów.
Okręt należał do niszczycieli zbudowanych w Port Artur z części dostarczonych z Rosji. Pierwotnie miał nosić nazwę „Pieriepieł”, ostatecznie został zwodowany w maju 1903 roku pod nazwą „Skoryj”. Do służby w Marynarce Wojennej Imperium Rosyjskiego został wcielony w grudniu 1903 roku, w składzie Eskadry Oceanu Spokojnego. Brał udział w obronie Port Artur podczas wojny rosyjsko-japońskiej. W styczniu 1905 roku niszczyciel został internowany w chińskim porcie Czyfu, po czym zwrócony Rosji po wojnie. W trakcie I wojny światowej służył na Dalekim Wschodzie. Podczas wojny domowej został przejęty przez Japończyków, a następnie złomowany w 1922 roku.

## Projekt i budowa
„Skoryj” był jednym z 27 niszczycieli typu Sokoł, spośród których 26 wykonanych zostało przez rosyjski przemysł okrętowy na wzór zbudowanego w Wielkiej Brytanii w 1895 roku „Sokoła”. Prototypowy „Sokoł” był jednym z pierwszych i najnowocześniejszych niszczycieli na świecie, lecz na skutek szybkiego rozwoju tej klasy okrętów na przełomie wieków oraz opóźnienia z budową serii, okręty seryjne w chwili wejścia do służby były już przestarzałe, mniejsze i słabiej uzbrojone od nowych niszczycieli. Formalnie początkowo klasyfikowane były w Rosji jako torpedowce, przed wyodrębnieniem w 1907 roku klasy niszczycieli (dosłownie: torpedowców eskadrowych, ros. eskadriennyj minonosiec), aczkolwiek faktycznie od początku nazywane były niszczycielami.
Budowę niszczyciela zamówiono 8?/20 października 1898 roku w Zakładach Newskich w Petersburgu jako jednego z siedmiu, a ostatecznie dziewięciu budowanych tam niszczycieli tego typu przeznaczonych do wysłania w stanie rozmontowanym na Daleki Wschód. Budowę rozpoczęto tam według niektórych źródeł w 1900 roku. Pod koniec 1900 roku skompletowany okręt w częściach przewieziono statkiem do Port Artur. Stępkę pod jego budowę na miejscu położono 2 lutego 1902 roku. Pierwotnie nosił nazwę „Pieriepieł” (Перепел, pol. przepiórka), lecz po zmianie nazewnictwa rosyjskich niszczycieli 9/22 marca 1902 roku przemianowano go na „Skoryj” (Скорый, pol. szybki). Okręt został zwodowany 4?/17 maja 1903 roku. W 1903 roku niszczyciel rozpoczął próby morskie, osiągając podczas nich prędkość około 27 węzłów. W grudniu 1903 roku został odebrany przez skarb cesarski.

## Dane taktyczno-techniczne
Okręt był czterokominowym niszczycielem z taranowym dziobem. Długość całkowita wykonanego ze stali niklowej kadłuba wynosiła 57,91 metra, szerokość 5,64 metra i zanurzenie 2,29 metra. Wyporność normalna wynosiła 240 ton, a pełna 258 ton. Okręt napędzany był przez dwie maszyny parowe potrójnego rozprężania o mocy 3800 KM, poruszające dwie śruby . Parę dostarczało osiem kotłów wodnorurkowych typu Yarrow. Prędkość projektowa wynosiła 26,5 węzła, natomiast „Skoryj” rozwinął podczas prób maksymalną prędkość średnią około 27 węzłów. Pełny zapas węgla wynosił 60 ton. Zapewniał on zasięg wynoszący od 450 do 660 Mm przy prędkości 13 węzłów .
Główne uzbrojenie artyleryjskie stanowiło pojedyncze działo kalibru 75 mm Canet o długości 50 kalibrów (L/50), umieszczone na platformie nad sterówką, strzelające pociskami o masie 4,9 kg, z zapasem 160 pocisków przeciwpancernych. Uzbrojenie uzupełniały trzy pojedyncze działa kalibru 47 mm Hotchkiss M1885 L/40 (dwa umieszczone na burtach za pomostem bojowym i jedno na samej rufie). Strzelały pociskami o masie 1,5 kg, a zapas amunicji wynosił 800 sztuk.
Okręt wyposażony był w dwie pojedyncze obrotowe wyrzutnie torped kalibru 381 mm, umieszczone w osi podłużnej na pokładzie na rufie, z zapasem sześciu torped. Torpeda Whiteheada typu L wzór 1898 miała długość 5,18 metra i masę 430 kg (w tym głowica bojowa 64 kg), a jej zasięg wynosił 600 metrów przy prędkości 29–30 węzłów i 900 metrów przy 25 węzłach . Na początku sierpnia 1904 roku „Skoryj” został dostosowany do stawiania 16 min, przez montaż na pokładzie prowizorycznych torów minowych.
Załoga okrętu liczyła początkowo 52 osoby, w tym czterech oficerów, później stan wzrastał do 55 osób.

## Służba

### Wojna rosyjsko-japońska 1904–1905
„Skoryj” został wcielony do służby w Marynarce Wojennej Imperium Rosyjskiego po zakończeniu prób w grudniu 1903 roku, bazując w Port Artur. Wraz z innymi niszczycielami tego typu początkowo był przydzielony do Flotylli Syberyjskiej, która po wybuchu wojny rosyjsko-japońskiej weszła w skład I Eskadry Oceanu Spokojnego. Był przydzielony do 2. oddziału niszczycieli, grupującego okręty typu Sokoł. Po otwierającym wojnę nocnym ataku torpedowym niszczycieli japońskich, po północy 27 stycznia?/9 lutego 1904 niszczyciele rosyjskie, w tym „Skoryj”, poszukiwały bezskutecznie okrętów japońskich, po czym wzięły udział w dziennej bitwie morskiej pod Port Artur, ale nie zostały ostatecznie użyte do ataku torpedowego, mimo takiego zamiaru. 30 stycznia?/12 lutego niszczyciele „Skoryj” i „Wnimatielnyj” udały się w miejsce wejścia na minę krążownika „Bojarin”, odpalając w jego kierunku dwie niecelne torpedy w celu zapobieżenia wpadnięciu go w ręce japońskie. 7?/20 lutego doszło do kolizji, w której „Skoryj” został lekko uszkodzony przez niszczyciel „Rastoropnyj”, doznając wgniecenia burty, lecz nie spowodowała ona wyłączenia okrętu z linii. Ogółem podczas pierwszego miesiąca wojny, do 27 lutego 1904 roku, „Skoryj” 16 razy wychodził bojowo w morze.
13 marca?/26 marca „Skoryj” wraz z 10 innymi niszczycielami ochraniał główne siły I Eskadry (pięć pancerników, cztery krążowniki i dwa krążowniki torpedowe), które wyszły na wody na południe od głównej bazy w celu przeprowadzenia ćwiczeń i kontroli żeglugi. W marcu (starego stylu) ogółem wychodził dziewięć razy w morze, a w kwietniu cztery razy, nie licząc patrolowania. W nocy na 20 kwietnia?/3 maja okręt wraz z niszczycielami „Biesszumnyj” i „Sierdityj” oraz kanonierkami „Otważnyj”, „Gilak” i „Griemiaszczij” uczestniczył w odparciu trzeciej japońskiej próby zablokowania toru wodnego do Port Artur branderami wypełnionymi balastem. Podczas walki niszczyciel wystrzelił torpedę w stronę jednego z branderów, zgłaszając trafienie. Od końca kwietnia wykonywał też wielokrotnie zadania trałowania min. Po południu 1?/14 maja „Skoryj” wraz z pięcioma innymi niszczycielami osłaniał stawiacz min „Amur”, który postawił zagrodę w odległości 11 Mm od lądu na wysokości Złotej Góry. Następnego dnia na postawione przez „Amur” miny weszły japońskie okręty, co zakończyło się utratą pancerników „Hatsuse” i „Yashima”.
W nocy z 24 na 25 maja?/7 czerwca „Skoryj” wraz z siostrzanym „Strojnym” zaatakował przeprowadzające w Zatoce Tahe operację minowania japońskie okręty, wystrzeliwując niecelną torpedę w stronę pomocniczej kanonierki. W nocy z 27 na 28 maja?/10 czerwca niszczyciel (wraz z siostrzanymi okrętami „Rieszytielnyj”, „Smiełyj” i „Strojnyj”) wziął udział w nierozstrzygniętej bitwie z japońskimi niszczycielami z 2 dywizjonu pod Port Artur. 1?/14 czerwca „Skoryj” z 10 niszczycielami i krążownikiem „Nowik” wziął udział w potyczce z 16 japońskimi niszczycielami i torpedowcami, bez strat po obu stronach. 5?/18 czerwca „Nowik”, „Otważnyj” i „Griemiaszczij” w eskorcie dziewięciu niszczycieli (w tym „Skorego”) udały się do Zatoki Melanhe w celu ostrzału japońskich wojsk lądowych, ścierając się z japońskimi niszczycielami z 1 i 3 dywizjonu i torpedowcami z 10 i 14 dywizjonu. Rankiem 10?/23 czerwca „Skoryj” wraz z pięcioma innymi niszczycielami uczestniczył w trałowaniu toru wodnego z Port Artur, by umożliwić głównym siłom I Eskadry opuszczenie bazy w celu wykonania przejścia do Władywostoku. W dniach 13?/26 czerwca i 14?/27 czerwca „Skoryj” w składzie zespołu kadm. Łoszczyńskiego (krążownik „Nowik”, kanonierki „Otważnyj”, „Griemiaszczij” i „Bobr” oraz 13 innych niszczycieli) wspierał w Zatoce Sihau walczące na lądzie rosyjskie oddziały.
23 lipca?/5 sierpnia „Biesszumnyj”, „Bojkij”, „Burnyj”, „Raziaszczij” i „Storożewoj” wyszły z Port Artur z zadaniem postawienia próbnej zagrody minowej, eskortowane przez dziewięć innych niszczycieli (w tym „Skorego”); tuż po godzinie 4:00 na redzie zewnętrznej rosyjski zespół natknął się na patrolujące japońskie niszczyciele „Akebono”, „Oboro” i „Ikazuchi”, w wyniku czego mimo przewagi liczebnej postawiono tylko osiem min. Rankiem 29 lipca?/11 sierpnia 1904 „Skoryj”, „Silnyj” i „Strojnyj” wraz z kanonierkami „Wsadnik”, „Bobr” i „Griemiaszczij” osłaniały pod Port Artur zespół trałowy, oczyszczający tor wodny dla powracających do bazy po bitwie na Morzu Żółtym okrętów.
Na początku sierpnia 1904 roku jednostkę dostosowano do stawiania min, usuwając w tym celu z pokładu zapasowe torpedy (w zamian okręt mógł zabrać 16–18 min). W nocy z 5 na 6?/19 sierpnia „Skoryj” postawił 14 min nieopodal wyspy Cape. W nocy na 8?/21 sierpnia, podczas pierwszego szturmu portarturskiej twierdzy przez Japończyków, dowodzony przez kmdra por. Eugeniusza Jelisiejewa zespół niszczycieli („Skoryj”, „Bojkij”, „Raziaszczij”, „Silnyj”, „Włastnyj” i „Wynosliwyj”) został wysłany w rejon gór Laotieshan na wieść o japońskim desancie. 10?/23 sierpnia „Skoryj” wszedł w skład zespołu okrętów rosyjskich (pancernik „Siewastopol” i osiem innych niszczycieli), który w Zatoce Tahe dokonał ostrzału japońskich baterii dział kalibru 76 mm i starł się z krążownikami pancernymi „Kasuga” i „Nisshin”. W nocy z 20 na 21 sierpnia?/3 września okręt postawił składającą się z 16 min zagrodę na wodach pomiędzy wyspą Cape a zatoką Lunwantan, na której w dzień ze stratą 20 członków załogi zatonął japoński torpedowiec „Hayatori”. W nocy 3?/16 września niszczyciel odbył trzecią misję minowania, stawiając 16 min u wejścia do Zatoki Gołębiej. Dwa dni później na jednej z min tej zagrody zatonęła japońska kanonierka pancerna „Pingyuan”, ze stratą 198 członków załogi. 9?/22 listopada „Skoryj”, „Smiełyj”, „Statnyj”, „Storożewoj” i „Włastnyj” wyszły w morze na bezowocne poszukiwania płynącego do Port Artur z ładunkiem żywności niemieckiego statku „Veteran”, gdyż został on trzy dni wcześniej przechwycony przez japońskie awizo „Tatsuta”.
Od 26 listopada?/9 grudnia do 3/16 grudnia „Skoryj” wraz z ostatnimi sześcioma sprawnymi niszczycielami uczestniczył w obronie ostatniego pozostałego w Port Artur pancernika „Siewastopol” na redzie przed japońskimi atakami torpedowymi. W nocy z 19 na 20 grudnia?/2 stycznia okręt razem z innymi wymknął się z oblężonej twierdzy przed jej upadkiem i następnego dnia dopłynął do chińskiego portu Czyfu, gdzie został internowany.

### Dalsza służba w Rosji 1905–1922
W listopadzie 1905 roku, po zakończeniu działań wojennych, niszczyciel został zwrócony Rosji i przypłynął do Władywostoku, wchodząc w skład Flotylli Syberyjskiej . Podczas rewolucji 1905–1907, 4?/17 października 1907 roku „Skoryj” został opanowany przez rewolucjonistów, którzy zabili dowódcę niszczyciela. Do buntu początkowo dołączyły załogi niszczycieli „Sierdityj” i „Triewożnyj”, jednak wkrótce powróciły w ręce zwolenników cara; „Skoryj” dostał się pod ogień baterii nadbrzeżnych i pozostałych okrętów Flotylli, w tym „Smiełego”. Uszkodzony okręt ostatecznie został wyrzucony na brzeg Zatoki Złoty Róg, a następnie został podniesiony i trafił do stoczni na remont, trwający do końca 1908 roku z powodu opóźnień przy wymianie uszkodzonych kotłów.
W 1912 roku dokonano modernizacji uzbrojenia jednostki: zdemontowano wszystkie działa kal. 47 mm, instalując w zamian drugą armatę kal. 75 mm (usytuowaną w pobliżu rufy) i dwa pojedyncze karabiny maszynowe kal. 7,62 mm, a według części źródeł zamieniono także wyrzutnie torped kal. 381 mm na kal. 450 mm . Prócz tego okręt mógł przenosić 10 min . Podczas I wojny światowej bazował we Władywostoku. W tym czasie przestarzały niszczyciel osiągał prędkość 22–24 węzły . W trakcie wojny domowej okręt został 30 czerwca 1918 roku zdobyty we Władywostoku przez Japończyków, a następnie zdewastowany przez wycofujących się Białych w listopadzie 1922 roku . Przejęty przez Armię Czerwoną niszczyciel został złomowany w 1922 roku .

### Dowódcy
| Imię i nazwisko               | od                | do               | uwagi                      |
| kpt. mar. Aleksandr Chomienko | 13 listopada 1903 | 15 kwietnia 1904 | faktycznie do 18 maja 1904 |
| kpt. mar. Iwan Stecenko       | 18 maja 1904      | 11 lipca 1904    | [ 58 ]                     |
| kpt. mar. Pawieł Plen         | 11 lipca 1904     | 10 września 1904 | [ 59 ]                     |
| kpt. mar. Władimir Tyrkow     | 12 września 1904  | 1906             | [ 60 ]                     |

Oryginalne nazwy stopni: lejtienant (kapitan marynarki)